# Pairiçac
Pairiçac (en francès Peyrissac) és un municipi francès situat al departament de la Corresa i a la regió de la Nova Aquitània.

## Demografia
| 1962                                       | 1968 | 1975 | 1982 | 1990 | 1999 | 2007 |
| ------------------------------------------ | ---- | ---- | ---- | ---- | ---- | ---- |
| 97                                         | 148  | 131  | 110  | 106  | 140  | 136  |
| Des de 1962: població sense dobles comptes |      |      |      |      |      |      |

## Administració
| Període   | Identitat                | Partit |
| --------- | ------------------------ | ------ |
| 2001-2008 | Pascal Soularue          |        |
| 2008-     | Josiane Vigroux-Sardenne |        |